# سيرجيو فيغا (مغني)
سيرجيو فيغا (بالإسبانية: Sergio Vega)‏ هو مغني مكسيكي، ولد في 12 سبتمبر 1969، وتوفي في 26 يونيو 2010 في لوس موتشيس في المكسيك.

## وصلات خارجية
- سيرجيو فيغا على موقع IMDb (الإنجليزية)
- سيرجيو فيغا على موقع ميوزك برينز (الإنجليزية)